# 조선민주주의인민공화국의 대학 목록

## 중앙 대학
- 종합대학
  - 고려성균관
  - 김원균명칭음악종합대학
  - 김일성종합대학
  - 김책공업종합대학
  - 평양건축종합대학

- 일반대학
  - 강계의학대학
  - 강계교원대학
  - 김일성방송대학
  - 김철주사범대학
  - 김형직사범대학
  - 남포공업대학
  - 라진해운대학
  - 리수덕원산교원대학
  - 사리원고려약학대학
  - 수리동력대학
  - 신의주경공업대학
  - 원산농업대학
  - 원산수산대학
  - 원산의학대학
  - 장철구평양상업대학
  - 정준택경제대학
  - 조선체육대학
  - 청진광산금속대학
  - 리과대학
  - 평양건설건재대학
  - 평양교원대학
  - 평양기계대학
  - 평양미술대학
  - 평양연극영화대학
  - 평양외국어대학
  - 평양외과대학
  - 평양의학대학
  - 평양콤퓨터기술대학
  - 평양철도대학
  - 한덕수평양경공업대학
  - 함흥수리동력대학
  - 함흥화학공업대학
  - 혜산농림대학
  - 화학공업대학
  - 희천공업대학

- 특수대학
  - 국제관계대학
  - 인민경제대학
  - 청진공산대학

- 정치특수대학
  - 강반석정치대학
  - 금성정치대학
  - 김일성고급당학교
  - 만경대혁명학원

- 군사대학
  - 강건종합군관학교
  - 김일성군사종합대학
  - 김정숙해군대학
  - 김정일정치군사대학
  - 김철주포병종합군관학교
  - 김책공군대학
  - 김형직군의대학

## 지방 대학
- 청진교원대학
- 평양기계대학
- 평양농업대학
- 평양인쇄공업대학
- 혜산의학대학
- 청진의학대학
- 혜산공업대학
- 김정숙사범대학

## 사립 대학
- 평양과학기술대학

## 같이 보기
- 대한민국의 대학 목록
- 조선대학교 (일본)